# Rinascita (religione)
Rinascita (o, più esattamente e letteralmente Nuova nascita, dall'inglese being born again) è un termine usato originariamente dalle branche revivaliste della moderna cristianità, sia quella protestante (movimenti pentecostali) sia quella cattolica (rinnovamento carismatico o nello Spirito), dove è associato con i concetti di salvezza, conversione e rinascita spirituale.

## Descrizione
È fatto solitamente coincidere con un momento particolare, in occasione del quale si sperimenta l'influsso della grazia. Il termine è spesso applicato, in senso figurato, quale estensione di diversi fenomeni, quali, ad esempio, un'esperienza personale trascendente o l'esperienza di essere "rinato" a una nuova vita spirituale. In tutti i movimenti, sia cattolici che protestanti ma anche ortodossi, l'incontro di preghiera è il momento portante di questa esperienza ecclesiale: in questi incontri l'esperienza interiore dello Spirito Santo si accompagna a particolari manifestazioni dei doni dello Spirito, come la guarigione, il parlare in varie lingue (glossolalia) o la profezia. Tali movimenti hanno oggi centinaia di milioni di seguaci.